# Chrysallida cancellata
Chrysallida cancellata är en snäckart som först beskrevs av d'Orbigny 1842.  Chrysallida cancellata ingår i släktet Chrysallida och familjen Pyramidellidae. Inga underarter finns listade i Catalogue of Life.